# 1987. évi XI. törvény
1987. évi XI. törvény a jogalkotásról szóló első  magyar jogszabály (rövidítése: Jat.). Alkotmányellenesség miatt az Alkotmánybíróság 121/2009. (XII. 17.) AB határozatában 2010. december 31-i hatállyal megsemmisítette.
A törvény a rendszerváltás egyik legalapvetőbb jogszabálya volt. Visszaállította az Országgyűlés törvényalkotó tekintélyét a Elnöki Tanáccsal szemben, és megszüntette a gyakran nem is publikus jogi eszközökkel való szabályozás lehetőségét (miniszteri körlevelek, államtitkári leíratok stb.).

## Hatálya
A Jat. 1988. január 1-jén lépett hatályba együtt a jogszabályszerkesztésről szóló 12/1987. (XII. 29.) IM rendelettel. Utóbbi 2008. január 1-jén hatályát vesztette, a tárgykört 2010. március 1-jétől a 61/2009. (XII. 14.) IRM rendelet szabályozza. A Jat-ot kilencszer módosították lényegesen, a CompLex Jogtárban 23 időállapota ismert. Ebből öt 1990-ből, három 1991-ből való. A Jat. megsemmisítését a 121/2009. (XII. 17.) AB határozatban mondta ki az Alkotmánybíróság.

## Tartalma
A Jat. négy érdemi fejezetből állt. Az első határozta meg a jogalkotó szerveket és az általuk kibocsátható jogszabályokat, valamint a jogszabályok között fennálló jogszabályi hierarchiát. A második fejezet a jogszabályok megalkotásáról rendelkezett, érintve többek között a jogalkotási program, a jogalkotásért való felelősség és a társadalmi vita kérdését. A fejezet külön cím alatt tárgyalta az előzetes és utólagos hatásvizsgálatot, amelynek célja, hogy hatékony jogszabályok születhessenek. A harmadik fejezet a jogszabálynak nem minősülő, un. állami irányítás egyéb jogi eszközeivel foglalkozott. Ezek a határozatok, az utasítások, a szabványok, az ármegállapítások, a statisztikai közlemények és a jogi iránymutatások. A negyedik fejezet a hivatalos lapokat (Magyar Közlöny, Határozatok Tára, a minisztériumok és az országos hatáskörű szervek hivatalos lapjai), valamint a hivatalos jogszabálygyűjteményeket (az évente kiadott Törvények és Rendeletek Hivatalos Gyűjteményét és az ötévenként megjelenő Hatályos Jogszabályok Gyűjteményét) érintette.

## Az Alkotmánybíróság megsemmisítő határozata

### A törvény megtámadott rendelkezései
Az Alkotmánybíróságnál az alábbi jogszabályhelyek alkotmányellenességének megállapítását indítványozták:
- 1. § (1) A jogalkotó szervek a következő jogszabályokat alkotják:
- b) a köztársasági elnök (a továbbiakban: köztársasági elnök) törvényerejű rendeletet,
- d) a miniszterelnök, elnökhelyettese és tagja (a továbbiakban együtt: miniszter) rendeletet,
- e) az országos hatáskörű szerv vezetésével megbízott államtitkár (a továbbiakban: államtitkár) rendelkezést,
- f) a tanács rendeletet.
- 2. § Az Országgyűlés törvényben állapítja meg
- a) a társadalmi rendre, valamint a társadalom meghatározó jelentőségű intézményeire, az állam szervezetére, működésére, és az állami szervek hatáskörére vonatkozó alapvető rendelkezéseket,
- b) a gazdasági rendre, a gazdaság működésére és jogintézményeire vonatkozó alapvető szabályokat,
- c) az állampolgárok alapvető jogait és kötelességeit, ezek feltételeit és korlátait, valamint érvényre juttatásuk eljárási szabályait.
- 3. § A társadalmi rendre vonatkozóan törvényben kell szabályozni különösen
- a) az Alkotmányban felsorolt állami szervek működését,
- b) a társadalmi szervezetek és az érdekképviseleti szervek jogállását,
- c) az országgyűlési képviselők és a tanácstagok választását, valamint jogállását,
- d) a miniszterek és az államtitkárok jogállását és felelősségét,
- e) a népszavazást,
- f) a bűncselekményeket, a büntetéseket és a büntetés-végrehajtást,
- g) a büntető, a polgári és az államigazgatási eljárást.
- 4. § A gazdasági rendre vonatkozóan törvényben kell szabályozni különösen
- a) a tulajdonviszonyokat, a magánszemélyek és a jogi személyek vagyoni viszonyait,
- b) az állam kizárólagos gazdasági tevékenységét, a népgazdasági tervezést, továbbá a gazdálkodó szervezetek jogállását és állami irányításuk alapvető rendjét,
- c) az állami pénzügyeket, az adókat és az adójellegű kötelességeket,
- d) a középtávú népgazdasági tervet és az állami költségvetést,
- e) a munkaviszony és a munkavédelem alapvető kérdéseit.
- 5. § Az állampolgárok alapvető jogai és kötelességei körében törvényben kell szabályozni különösen
- a) az állampolgárságot,
- b) a személyi szabadságjogokat és korlátozásukat, a külföldre utazásnak és az útlevél kiadásának a feltételeit,
- c) az egyesülési és a gyülekezési jogot,
- d) a sajtóra vonatkozó rendelkezéseket,
- e) a házasságot és a családot,
- f) az öröklést, a személyhez és a szellemi alkotáshoz fűződő jogokat és kötelességeket,
- g) a közérdekű bejelentések, javaslatok és panaszok intézését,
- h) a lelkiismereti szabadsághoz és a vallás szabad gyakorlásához fűződő alapvető jogokat és kötelességeket,
- i) az oktatást és a közművelődést,
- j) az egészségügyi ellátást és a társadalombiztosítást,
- k) a honvédelmi kötelezettséget,
- l) a személyi nyilvántartást.
- 6. § (1) A köztársasági elnök a saját vagy - ha az Országgyűlés nem ülésezik - az Országgyűlés jogkörében törvényerejű rendeletet alkot; az Alkotmányt azonban nem változtathatja meg, és nem alkothat törvényerejű rendeletet a 2-5. §-ban meghatározott esetekben.
- (2) A törvényerejű rendeletet az Országgyűlés legközelebbi ülésén a köztársasági elnök köteles az Országgyűlésnek bemutatni.
- 7. § A Kormány az Alkotmányban meghatározott feladatkörében, illetőleg törvényben vagy törvényerejű rendeletben kapott felhatalmazás alapján ad ki rendeletet.
- 8. § (1) A miniszter feladatkörében és törvényben, törvényerejű rendeletben vagy minisztertanácsi rendeletben kapott felhatalmazás alapján ad ki rendeletet.
- 10. § A tanács rendeletet ad ki
- a) törvény, törvényerejű rendelet felhatalmazása alapján a helyi, területi sajátosságoknak megfelelő részletes szabályok megállapítására;
- b) a magasabb szintű jogszabályban nem rendezett társadalmi viszonyok rendezésére.
- 14. § (...)
- (2) A miniszteri rendelet és az államtitkári rendelkezés melléklete - ha az állampolgárokat közvetlenül nem érinti - kivételesen a minisztérium, országos hatáskörű szerv hivatalos lapjában történő közzététellel is kihirdethető. Ilyenkor a melléklet megjelenésének helyére a jogszabályban utalni kell, és a hatálybalépéséig a mellékletet közzé kell tenni.
- 15. § (...)
- (2) A szabályozás tárgykörébe tartozó alapvető jogok és kötelességek szabályozására nem lehet felhatalmazást adni.
- 16. § (1) Az általánosan kötelező magatartási szabályt tartalmazó nemzetközi szerződést a tartalmának megfelelő szintű jogszabályba foglalva kell kihirdetni.
- (2) A jogszabályba nem foglalt nemzetközi szerződést - ha a köztársasági elnök vagy a Kormány másként nem rendelkezik - a Magyar Közlönyben közzé kell tenni.
- 21. § (1) A Kormány a törvények, törvényerejű rendeletek és egyes jelentős minisztertanácsi rendeletek előkészítése, továbbá meghatározott körben a jogszabályok átfogó felülvizsgálata céljából ötéves időszakra szóló programot állapít meg.
- 24. § (1) Az igazságügyminiszter felelős azért, hogy a jogszabály összhangban álljon más jogszabályokkal, megfeleljen a jogpolitikai elveknek, illeszkedjen be az egységes jogrendszerbe, és feleljen meg a jogalkotás szakmai követelményeinek.
- (2) E felelősség érvényre juttatása érdekében a szakminiszter
- a) a törvényjavaslatok és a törvényerejű rendelet tervezetét az igazságügyminiszterrel együtt készíti el, és terjeszti a Kormány elé,
- b) a minisztertanácsi rendelet tervezetét az igazságügyminiszterrel egyetértésben terjeszti a Kormány elé,
- c) a miniszteri rendelet, illetőleg az államtitkári rendelkezés tervezetét véleményezésre megküldi az igazságügyminiszternek.
- 28. § A törvény, a törvényerejű rendelet és a minisztertanácsi rendelet tervezetét véleményezésre meg kell küldeni a legfőbb ügyésznek, továbbá - ha az a bíróságok hatáskörét is érinti - a Legfelsőbb Bíróság elnökének is.
- 37. § (1) A törvénykezdeményezés jogát, a kezdeményezés módját és a törvényalkotás rendjét az Alkotmány és az Országgyűlés ügyrendje szabályozza.
- (2) Ha társadalmi szervezet vagy érdekképviseleti szerv a Kormánynak törvény kezdeményezését javasolja, erről tájékoztatni kell az Országgyűlés elnökét és az illetékes országgyűlési bizottságot.
- (3) A törvényjavaslatot - ha az Országgyűlés ügyrendje kivételt nem tesz - legalább harminc nappal az Országgyűlés ülésszaka előtt be kell terjeszteni.
- 38. § (1) Ha az országgyűlési bizottság vagy az országgyűlési képviselő törvényt kezdeményez és az Országgyűlés az indítványt elfogadja, a Kormányt vagy az illetékes országgyűlési bizottságot bízza meg a törvényjavaslat előkészítésével.
- (2) Ha az országgyűlési bizottság vagy az országgyűlési képviselő általa előkészített törvényjavaslatot terjeszt elő, az Országgyűlés dönt a törvényjavaslat napirendre tűzéséről.
- (3) A törvényjavaslat tervezetének a véleményezésre bocsátásáról és - az Országgyűlés döntése alapján - a társadalmi vita megszervezéséről a Kormány gondoskodik.
- 40. § (1) A törvényjavaslathoz az előterjesztő indokolást csatol, amelyben bemutatja azokat a társadalmi, gazdasági és szakmai körülményeket, amelyek a javasolt szabályozást szükségessé teszik, továbbá ismerteti a jogi megoldás szempontjait.
- (2) Ha a köztársasági elnök az Országgyűlés jogkörében alkot törvényerejű rendeletet, ennek a tervezetéhez is indoklást kell készíteni.
- 41. § (1) A minisztertanácsi rendelet megalkotására a Kormány által megállapított szabályok az irányadók.
- (2) A Kormány az általa kezdeményezett törvény- és törvényerejű rendelet tervezetének előkészítése során a szabályozás fő kérdéseiben előzetesen állást foglal.
- 45. § (1) A szakminiszter feladata, hogy folyamatosan vizsgálja - az érdekelt minisztereknek és országos hatáskörű szervek vezetőinek bevonásával - a jogszabályok hatályosulását, és a vizsgálat eredménye alapján megtegye a szükséges intézkedéseket. E kötelessége nem érinti a Legfelsőbb Bíróság elnökének, a legfőbb ügyésznek és a Központi Népi Ellenőrzési Bizottság elnökének a jogkörét.
- 46. § (1) Az Országgyűlés, a köztársasági elnök, a Kormány, a kormánybizottságok, a tanácsok és a tanácsok végrehajtó bizottságai határozatban szabályozzák az általuk irányított szervek feladatait, a saját működésüket, és állapítják meg a feladatkörükbe tartozó terveket.
- 47. § (1) Az Országgyűlés, a köztársasági elnök, a Kormány és a kormánybizottságok határozatainak előkészítésére vonatkozó szabályokat e szervek állapítják meg.
- 49. § (1) A miniszter és az országos hatáskörű szerv vezetője jogszabályban meghatározott irányítási jogkörében a közvetlen irányítása alá tartozó szervek tevékenységét szabályozó utasítást adhat ki.
- (2) A külkereskedelmi tevékenység, valamint a honvédelmi kötelezettség körében közvetlen irányítás alá tartozó szervnek kell tekinteni azt a gazdálkodó szervezetet is, amelynek a külön törvény szerint utasítás adható.
- 53. § Az Országgyűlés, a köztársasági elnök és a Kormány irányelvet bocsát ki, amelyben általános érvényű célokat, programokat határoz meg, illetőleg állást foglal az állami és a társadalmi élet fontos kérdéseiben. Ez az irányelv a Magyar Közlönyben közzétehető.
- 54. § Az Országgyűlés, a köztársasági elnök és a Kormány a jogszabályokat elvi állásfoglalásban értelmezheti. Ezt a Magyar Közlönyben közzé kell tenni.
- 56. § (1) Az Országgyűlés, a köztársasági elnök és a Kormány jogi iránymutatásainak előkészítésére az általuk alkotott jogszabályok előkészítésének a szabályait kell megfelelően alkalmazni.
- 57. § (1) A Magyar Köztársaság hivatalos lapja a Magyar Közlöny.
- (2) A Magyar Közlöny tartalmazza a jogszabályokat, a nemzetközi szerződéseket, az Országgyűlés, a köztársasági elnök és a Kormány határozatait és jogi iránymutatásait, a Legfelsőbb Bíróság irányelveit, és elvi döntéseit, valamint a személyi kérdésekben hozott döntéseket, ideértve a köztársasági elnök és a Kormány által adományozott kitüntetéseket is.
- (4) A Magyar Közlönyt a feladatkörrel rendelkező miniszter által kijelölt személy szerkeszti.

58. § (...)
- (2) A Határozatok Tárában lehet közzétenni a kormánybizottságok határozatait és egyéb olyan közleményeket, amelyek közzétételét a Határozatok Tára szerkesztője engedélyezte.
- (3) A Határozatok Tárát a Kormány tagjai, az államtitkárok, a miniszterhelyettesek, az országos hatáskörű szervek vezetői és helyetteseik, valamint a Minisztertanács Titkárságának a vezetője által meghatározott szervek vezető munkatársai kapják meg.
- 59. § (...)
- (3) A minisztérium, az autonóm államigazgatási szerv vagy a kormányhivatal hivatalos lapjában a Határozatok Tára szerkesztője engedélyével lehet olyan határozatot, jogi iránymutatást vagy más közleményt közölni, amelyet a Határozatok Tárában tettek közzé.
- 60. § A Kormány által kijelölt szerv vagy személy gondoskodik arról, hogy a Törvények és Rendeletek Hivatalos Gyűjteményét évenként, a Hatályos Jogszabályok Gyűjteményét ötévenként kiadják.

### A megsemmisítés indokai
Az indítványokat az  Alkotmánybíróság megalapozottnak találta.
A Jat. megsemmisítéséhez több ok vezetett. A törvény megalkotása óta eltelt időben az Alkotmányt többször módosították, de a Jat. szövegén nem vezették át a szükséges módosításokat. A két jogszabály között ellentmondások keletkeztek. Egy másik ok, hogy az Igazságügyminisztérium 2007-ben közzétette a Jat. egységes szerkezetbe foglalt, hatályos szövegét, azonban szerkesztési hibákat követtek el (Magyar Közlöny 2007/106. szám).
A Jat. minősített (kétharmados) többséggel módosítható jogszabály volt. A rendszerváltás után politikai konszenzus hiányában fontos kérdésekről – pl. a Nemzeti Bank elnökének jogalkotói hatásköréről vagy az elektronikus közlönykiadásról – már nem a Jat., hanem külön törvények rendelkeztek (lásd a Magyar Nemzeti Bankról szóló 2001. évi LVIII. törvényt és az elektronikus információszabadságról szóló 2005. évi XC. törvényt).
Az Alkotmánybíróság indokolása a következőket emeli ki:
"A Jat. ténylegesen alkotmánymódosító törvény volt, mert lényegesen szűkítette a NET addig csaknem korlátlan Országgyűlést helyettesítő hatáskörét. A Jat. megalkotása előtt hatályos Alkotmány 30. § (5) bekezdése ugyanis úgy rendelkezett, hogy [h]a az Országgyűlés nem ülésezik, az Országgyűlés jogkörét az Elnöki Tanács gyakorolja; az alkotmányt azonban nem változtathatja meg.
A Jat. elfogadása jelentős politikatörténeti esemény volt, s mint ilyennek értékelése nem az Alkotmánybíróság feladata. Ennek ellenére megemlítendő, hogy a Jat. megalkotása egyik első lépés volt a szocialista alkotmányos berendezkedésből a parlamentáris demokratikus alkotmányos berendezkedés felé vezető úton. Ebből a szempontból a legfontosabb a Jat. 2-5. §-a; e szabályok valójában a NET hatáskörét vonták el az Országgyűlés javára. A kizárólagos törvényhozási tárgykörök tételes felsorolását a Jat. azért tartalmazta, mert az Alkotmány módosításáról szóló, a Jat.-tal egy időben elfogadott, 1987. évi X. törvény az Alkotmány 30. § (5) bekezdése helyébe a következő rendelkezést léptette: Ha az Országgyűlés nem ülésezik, az Országgyűlés jogkörét az Elnöki Tanács gyakorolja; az Alkotmányt azonban nem változtathatja meg, és nem alkothat jogszabályt olyan tárgykörben, amelynek szabályozása az Országgyűlés hatáskörébe tartozik. Az Országgyűlés hatáskörébe tartozó tárgyköröket azonban nem az Alkotmány, hanem a Jat. 2-5. §-ai határozták meg. Ez a megoldás összefért a korlátlan parlamenti szuverenitást elfogadó szocialista alkotmányfelfogással."